# Maurice Maillot
Pour les articles homonymes, voir Maillot.
Maurice Maillot est un acteur de cinéma français, né à Rethel (Ardennes) le 18 septembre 1906, et mort à Paris, à l’hôpital Broussais, le 8 février 1968.

## Biographie
Fils du confectionneur rémois Maillot-Bourbon, Maurice Maillot, membre de l’équipe de rugby de la Société sportive du Parc Pommery (SSPP), fit ses débuts à l’écran en 1930. Il joua dans Le Testament du docteur Mabuse, de Fritz Lang, et dans Rouletabille aviateur. Grand et beau garçon, Maurice Maillot était appelé à devenir un grand acteur. L’apparition du cinéma parlant lui fut fatale. Sa voix flûtée n’allait pas avec son physique d’athlète. Il tourna néanmoins 23 films jusqu’en 1954.
En 1961, il épousa l’actrice Blanchette Brunoy (1915-2005).
Maurice Maillot repose à Reims, au cimetière du Nord.

## Filmographie
- 1929 : Prix de beauté ou Miss Europe de Augusto Genina
- 1930 : Le Réquisitoire de Dimitri Buchowetzki
- 1931 : La Bête errante de Marco de Gastyne : Hurricane
- 1932 : Rouletabille aviateur de Istvan Szekely
- 1932 : Le Testament du docteur Mabuse de Fritz Lang et René Sti : Thomas Kent
- 1934 : N'épouse pas ta fille de Willy Rozier
- 1934 : Remous de Edmond T. Gréville : Robert Vanier
- 1934 : L'Auberge du petit dragon de Jean de Limur
- 1934 : Aux portes de Paris de Charles Barrois : Daniel
- 1934 : La Croix des cimes d'Edmond T. Gréville - court métrage -
- 1935 : Adémaï au Moyen Âge de Jean de Marguenat : Philippe de Beauregard
- 1935 : Marchand d'amour de Edmond T. Gréville : le jeune premier
- 1935 : Odette de Jacques Houssin et Georges Zambon
- 1935 : Paris mes amours de Alphonse-Lucien Blondeau
- 1935 : La Route heureuse de Georges Lacombe : Laurent
- 1936 : Les Chevaliers de la cloche de René Le Hénaff : le peintre Gilbert
- 1936 : Titres exceptionnels de Hubert de Rouvres - court métrage -
- 1936 : Trois dans un moulin de Pierre Weill
- 1936 : Une gueule en or de Pierre Colombier : le gigolo
- 1937 : Le Puritain de Jeff Musso
- 1937 : Un scandale aux Galeries de René Sti
- 1938 : Champions de France de Willy Rozier : Jacques Allier
- 1938 : Campement 13 de Jacques Constant
- 1938 : Menaces de Edmond T. Gréville : Mouret
- 1943 : L'École de Barbizon de Marco de Gastyne - court métrage -
- 1945 : Dorothée cherche l'amour d'Edmond T. Gréville
- 1949 : Du Guesclin de Bernard de Latour
- 1953 : La rafle est pour ce soir de Maurice Dekobra - dans le sketch : Le Papa de Simon : Philippe Rémy, le forgeron
- 1954 : Napoléon de Sacha Guitry et Eugène Lourié
- 1955 : Tant qu'il y aura des femmes d'Edmond T. Gréville